# سحار عمال الفحم
سحار عمال الفحم  أو مرض الرئة السوداء هو عبارة عن مرض رئوي مهني يصيب على الأغلب عمال مناجم الفحم، نتيجة استنشاقهم للهواء المليء بالكربون وتجمع الكربون داخل العقد اللمفاوية.

## الأسباب
يحدث المرض بسبب استنشاق غبار الفحم الحجري لمدة طويلة من الوقت. يُهيِّج غبار الفحم الحجري المتراكم أنسجة الرئة وقد يتلفها. وعلى كل فإن للرئتين نظامًا طبيعيًّا للتنظيف الذاتي، يزيل أكثر من 99% من الغبار. ولذلك فقل أن يظهر مرض الرئة السوداء لدى الأشخاص الذين يعملون في مناجم الفحم الحجري لمدة تقل عن حوالي عشر سنوات.
ان جسيمات الغبار المترسبة في النسيج الرئوي تولد عقيدات التهابية حيث يتكون حولها نسيج ندبي، يفضي إلى اتلاف النسيج الرئوي.
وهو نوع من امراض السُحار أو تغبّر الرئة. قد ينتج التدخين حالات مشابهة لما يحدث مع عمال المناجم.

## التشخيص
يُشخِّص الأطباء مرض الرئة السوداء عن طريق عمل الأشعة السينية للصدر.
ويظهر المرض في صورتين: صورة بسيطة وصورة معقدة. ويؤثر النوع البسيط على أجزاء صغيرة متفرقة من الرئة، وله أثر قليل على التنفس. أما المعقد فيضر، أو يتلف جزءًا كبيرًا من الرئة. وينتج من التعرض الشديد لغبار الفحم المصحوب بعامل غير معروف، ويُسبب ألمًا شديدًا في الصدر، وضِيقًا في التنفس. وقد يزداد مرض الرئة السوداء سوءًا حتى وإن لم يستمر المصاب في التعرض لغبار الفحم. وقد يُؤدي إلى الإعاقة والوفاة .

## العلاج
لا يوجد هناك علاج لمرض كامل الرئة السوداء، ولكن يمكن الوقاية منه بالسيطرة على الكمية المستنشقة من غبار الفحم الحجري.

## وصلات خارجية
- NIOSH Coal Workers' Health Surveillance Program
- NIOSH Faces of Black Lung video
- American College of Radiology (ACR)
- Black Lung Benefits Act (BLBA)
- Black Lung Clinics Program
- Campaign to End Black Lung Now and Forever
- Federal Mine Safety & Health Act of 1977
- Mine Safety and Health Administration
- 42CFR27 Specifications of Medical Examinations of Underground Coal Miners نسخة محفوظة 14 أبريل 2008 على موقع واي باك مشين.
- The Courier-Journal (Louisville, Ky): Black Lung Chronicles
- Institute of Occupational Medicine's pneumoconiosis research